# 브라이트 아이즈 (영화)
브라이트 아이즈(Bright Eyes)는 미국에서 제작된 데이비드 버틀러 감독의 1934년 코미디, 드라마, 가족 영화이다. 셜리 템플 등이 주연으로 출연하였고 솔 M. 월트절 등이 제작에 참여하였다.

## 줄거리
어머니마저 교통사고로 잃고 고아가 된 5살 소녀가 돌아가신 아버지의 옛 친구인 비행사에게 입양된다.

## 출연

### 주연
- 셜리 템플 - 셜리 블레이크 역
- 제임스 던

### 조연
- 제인 다웰
- 주디스 앨런
- 로이스 윌슨
- 찰스 셀런
- 제인 위더스
- 시어도어 본 엘츠
- 도러시 크리스티
- 브랜든 허스트
- 조지 어빙
- 웨이드 보텔러

## 제작진
- 의상: 로이어